# 20. etape af Giro d'Italia 2020
20. etape af Giro d'Italia 2020 var en 190 km lang bjergetape, som blev kørt den 24. oktober 2020 med start i Alba og mål i Sestriere.

## Resultater

### Etaperesultat
| \| Etaperesultat \| Etaperesultat \| Etaperesultat \| Etaperesultat \| Etaperesultat \| \| Rytter \| Rytter \| Hold \| Tid \| \| \| ------------- \| ------------------ \| --------------------- \| ------------- \| ------------- \| \| 1. \| Tao Geoghegan Hart \| Ineos Grenadiers \| 4t 52' 45" \| \| \| 2. \| Jai Hindley \| Team Sunweb \| + 0" \| \| \| 3. \| Rohan Dennis \| Ineos Grenadiers \| + 25" \| \| \| 4. \| João Almeida \| Deceuninck-Quick Step \| + 1' 01" \| \| \| 5. \| Andrea Vendrame \| AG2R La Mondiale \| + 1' 34" \| \| \| 6. \| Einer Rubio \| Movistar Team \| + 1' 35" \| \| \| 7. \| Pello Bilbao \| Bahrain McLaren \| + 1' 35" \| \| \| 8. \| Wilco Kelderman \| Team Sunweb \| + 1' 35" \| \| \| 9. \| Attila Valter \| CCC Team \| + 1' 48" \| \| \| 10. \| James Knox \| Deceuninck-Quick Step \| + 2' 00" \| \| |                    |                       |            |
| |                    |                       |            |
| Kilde: ProCyclingStats |                    |                       |            |
| Etaperesultat |                    |                       |            |
| Rytter | Rytter             | Hold                  | Tid        |
| 1. | Tao Geoghegan Hart | Ineos Grenadiers      | 4t 52' 45" |
| 2. | Jai Hindley        | Team Sunweb           | + 0"       |
| 3. | Rohan Dennis       | Ineos Grenadiers      | + 25"      |
| 4. | João Almeida       | Deceuninck-Quick Step | + 1' 01"   |
| 5. | Andrea Vendrame    | AG2R La Mondiale      | + 1' 34"   |
| 6. | Einer Rubio        | Movistar Team         | + 1' 35"   |
| 7. | Pello Bilbao       | Bahrain McLaren       | + 1' 35"   |
| 8. | Wilco Kelderman    | Team Sunweb           | + 1' 35"   |
| 9. | Attila Valter      | CCC Team              | + 1' 48"   |
| 10. | James Knox         | Deceuninck-Quick Step | + 2' 00"   |

### Klassement efter etapen
| \| Samlede stilling \| Samlede stilling \| Samlede stilling \| Samlede stilling \| Samlede stilling \| \| Rytter \| Rytter \| Hold \| Tid \| \| \| ---------------- \| ------------------- \| --------------------- \| ---------------- \| ---------------- \| \| 1. \| Jai Hindley \| Team Sunweb \| 85t 22' 07" \| \| \| 2. \| Tao Geoghegan Hart \| Ineos Grenadiers \| + 0" \| \| \| 3. \| Wilco Kelderman \| Team Sunweb \| + 1' 32" \| \| \| 4. \| Pello Bilbao \| Bahrain McLaren \| + 2' 51" \| \| \| 5. \| João Almeida \| Deceuninck-Quick Step \| + 3' 14" \| \| \| 6. \| Jakob Fuglsang \| Astana \| + 6' 32" \| \| \| 7. \| Vincenzo Nibali \| Trek-Segafredo \| + 7' 46" \| \| \| 8. \| Patrick Konrad \| Bora-Hansgrohe \| + 8' 05" \| \| \| 9. \| Fausto Masnada \| Deceuninck-Quick Step \| + 9' 24" \| \| \| 10. \| Hermann Pernsteiner \| Bahrain McLaren \| + 10' 08" \| \| |                     |                       |             |
| |                     |                       |             |
| Kilde: ProCyclingStats |                     |                       |             |
| Samlede stilling |                     |                       |             |
| Rytter | Rytter              | Hold                  | Tid         |
| 1. | Jai Hindley         | Team Sunweb           | 85t 22' 07" |
| 2. | Tao Geoghegan Hart  | Ineos Grenadiers      | + 0"        |
| 3. | Wilco Kelderman     | Team Sunweb           | + 1' 32"    |
| 4. | Pello Bilbao        | Bahrain McLaren       | + 2' 51"    |
| 5. | João Almeida        | Deceuninck-Quick Step | + 3' 14"    |
| 6. | Jakob Fuglsang      | Astana                | + 6' 32"    |
| 7. | Vincenzo Nibali     | Trek-Segafredo        | + 7' 46"    |
| 8. | Patrick Konrad      | Bora-Hansgrohe        | + 8' 05"    |
| 9. | Fausto Masnada      | Deceuninck-Quick Step | + 9' 24"    |
| 10. | Hermann Pernsteiner | Bahrain McLaren       | + 10' 08"   |

#### Pointkonkurrencen
| Pointkonkurrence | Pointkonkurrence   | Pointkonkurrence            | Pointkonkurrence | Pointkonkurrence |
| Rytter           | Rytter             | Hold                        | Point            |                  |
| ---------------- | ------------------ | --------------------------- | ---------------- | ---------------- |
| 1.               | Arnaud Démare      | Groupama-FDJ                | 233 point        |                  |
| 2.               | Peter Sagan        | Bora-Hansgrohe              | 184 point        |                  |
| 3.               | João Almeida       | Deceuninck-Quick Step       | 101 point        |                  |
| 4.               | Andrea Vendrame    | AG2R La Mondiale            | 78 point         |                  |
| 5.               | Diego Ulissi       | UAE Team Emirates           | 77 point         |                  |
| 6.               | Josef Černý        | CCC Team                    | 73 point         |                  |
| 7.               | Filippo Ganna      | Ineos Grenadiers            | 72 point         |                  |
| 8.               | Simon Pellaud      | Androni Giocattoli-Sidermec | 70 point         |                  |
| 9.               | Tao Geoghegan Hart | Ineos Grenadiers            | 66 point         |                  |
| 10.              | Patrick Konrad     | Bora-Hansgrohe              | 61 point         |                  |

#### Bjergkonkurrencen
| Bjergkonkurrence | Bjergkonkurrence     | Bjergkonkurrence | Bjergkonkurrence | Bjergkonkurrence |
| Rytter           | Rytter               | Hold             | Point            |                  |
| ---------------- | -------------------- | ---------------- | ---------------- | ---------------- |
| 1.               | Ruben Guerreiro      | EF Pro Cycling   | 234 point        |                  |
| 2.               | Tao Geoghegan Hart   | Ineos Grenadiers | 157 point        |                  |
| 3.               | Thomas De Gendt      | Lotto-Soudal     | 122 point        |                  |
| 4.               | Rohan Dennis         | Ineos Grenadiers | 119 point        |                  |
| 5.               | Ben O'Connor         | NTT Pro Cycling  | 71 point         |                  |
| 6.               | Jai Hindley          | Team Sunweb      | 71 point         |                  |
| 7.               | Wilco Kelderman      | Team Sunweb      | 55 point         |                  |
| 8.               | Filippo Ganna        | Ineos Grenadiers | 48 point         |                  |
| 9.               | Jonathan Castroviejo | Ineos Grenadiers | 45 point         |                  |
| 10.              | Einer Rubio          | Movistar Team    | 44 point         |                  |

#### Bedste unge rytter
| Ungdomskonkurrence | Ungdomskonkurrence     | Ungdomskonkurrence    | Ungdomskonkurrence | Ungdomskonkurrence |
| Rytter             | Rytter                 | Hold                  | Tid                |                    |
| ------------------ | ---------------------- | --------------------- | ------------------ | ------------------ |
| 1.                 | Jai Hindley            | Team Sunweb           | 85t 22' 07"        |                    |
| 2.                 | Tao Geoghegan Hart     | Ineos Grenadiers      | + 0"               |                    |
| 3.                 | João Almeida           | Deceuninck-Quick Step | + 3' 14"           |                    |
| 4.                 | Sergio Samitier        | Movistar Team         | + 34' 12"          |                    |
| 5.                 | James Knox             | Deceuninck-Quick Step | + 36' 46"          |                    |
| 6.                 | Brandon McNulty        | UAE Team Emirates     | + 38' 22"          |                    |
| 7.                 | Aurélien Paret-Peintre | AG2R La Mondiale      | + 44' 49"          |                    |
| 8.                 | Ben O'Connor           | NTT Pro Cycling       | + 1t 02' 37"       |                    |
| 9.                 | Sam Oomen              | Team Sunweb           | + 1t 03' 10"       |                    |
| 10.                | Matteo Fabbro          | Bora-Hansgrohe        | + 1t 12' 47"       |                    |

#### Holdkonkurrencen
| Holdkonkurrence | Holdkonkurrence       | Holdkonkurrence | Holdkonkurrence |
| Hold            | Hold                  | Tid             |                 |
| --------------- | --------------------- | --------------- | --------------- |
| 1.              | Ineos Grenadiers      | 256t 22' 40"    |                 |
| 2.              | Deceuninck-Quick Step | + 20' 37"       |                 |
| 3.              | Team Sunweb           | + 27' 43"       |                 |
| 4.              | Bahrain McLaren       | + 30' 22"       |                 |
| 5.              | Bora-Hansgrohe        | + 1t 09' 29"    |                 |
| 6.              | NTT Pro Cycling       | + 1t 48' 39"    |                 |
| 7.              | AG2R La Mondiale      | + 2t 01' 45"    |                 |
| 8.              | Movistar Team         | + 2t 02' 59"    |                 |
| 9.              | Astana                | + 2t 26' 49"    |                 |
| 10.             | Trek-Segafredo        | + 2t 37' 51"    |                 |